# Oskar Edler von Kuepach
Oskar Edler von Kuepach (* 1. April 1881 in Bad Königshofen im Grabfeld; † 6. April 1946 in Landshut) war ein deutscher Verwaltungsjurist und als Bezirksamtmann Leiter des Bezirksamtes Vohenstrauß.

## Leben
Er stammte aus dem ursprünglich tirolerischen, später bayerischen Adelsgeschlecht Kuepach. Nach dem Abitur am Carl-von-Linde-Gymnasium Kempten studierte Oskar Edler von Kuepach in den Jahren von 1900 bis 1904 Rechtswissenschaften an der Ludwig-Maximilians-Universität München und der Julius-Maximilians-Universität Würzburg. Er war Mitglied der Burschenschaft Arminia München. Nach der ersten juristischen Staatsprüfung und dem dreijährigen Vorbereitungsdienst (Referendariat) legte er 1907 das Große juristische Staatsexamen ab und wurde im Jahr darauf Akzessist bei der Regierung von Oberbayern. 1914 als Bezirksamtsassessor in Neunburg vorm Wald und 1917 in gleicher Funktion in Wasserburg am Inn beschäftigt, wurde er zum 1. November 1925 Regierungsrat und kam zur Regierung von Oberfranken. Zum 1. April 1930 übernahm er als Bezirksamtmann die Leitung des Bezirksamtes Vohenstrauß. Dieses Amt hatte er bis zu  seinem Wechsel zum Obersicherungsamt Landshut am 19. September 1938 inne. Im Dezember 1938 zur Landesversicherungsanstalt Landshut abgeordnet und zum 3. Juli 1939 dorthin versetzt, wurde er zum 5. Dezember 1940 Oberregierungsrat. Mit Kriegsende im Mai 1945 wurde er entlassen. Über ein Entnazifizierungsverfahren gibt die Quellenlage keine Aufschlüsse. Davon kann ausgegangen werden, denn 1952 wurden seinen Hinterbliebenen rückwirkend von 1946 (Todesjahr) an Versorgungsbezüge zuerkannt. 
Von Kuepach war von 1922 bis 1925 Mitglied der Deutschnationalen Volkspartei und trat zum 1. Mai 1935 der NSDAP bei (Mitgliedsnummer 3.618.999).